# Berre-les-Alpes
Berre-les-Alpes (in italiano Berra, ormai desueto; anche in dialetto nizzardo si dice Berra) è un comune francese di 1 281 abitanti situato nel dipartimento delle Alpi Marittime della regione della Provenza-Alpi-Costa Azzurra.

## Geografia fisica
Il villaggio di Berre-les-Alpes, è situato a 23 km a nord di Nizza - se si affronta, seguendo il "Paillon", la strada che passa per Contes - e il paese s'erge a 682 metri d'altitudine su una sommità, che s'innalza sul bordo d'un altipiano elevato.
Il suolo del comune è composto di terreni appartenenti alle ere mesozoica e cenozoica, più precisamente alle epoche Cretaceo ed Eocene.
L'abitato di Berre-les-Alpes è al limite d'altitudine in cui il castagno rimpiazza l'olivo. 
Davanti al villaggio gli uliveti sono numerosi, e dietro di esso s'estendono i boschi di castagni e dappertutto regnano la mimosa ed il pino.

## Origini del nome
La carta della Contea di Nizza disegna e cita nel 1749 la località, e l'etimologia del toponimo di Berre-les-Alpes pone problemi, e parecchie spiegazioni sono state presentate.
In uno studio di toponimia preistorica, Lieutard propone, seguito dal comandante mentonese François-Charles-Ernest Octobon, l'ipotesi che il nome di Berre derivi dalla parola iberica illi-beri, formata da illis che significa "città" e berri che vuol dire "piana". In effetti, il villaggio, benché situato nelle regioni alpestri a quasi settecento metri d'altitudine, è addossato all'estremità d'un immenso altopiano silicico di parecchi chilometri di lunghezza.
È stata ugualmente invocata la radice prelatina ber evocante la montagna o l'altezza.
Un'altra versione è quella dell'installazione nel IX secolo del parentado del conte di Nizza, uno dei missi dominici di Carlo Magno che, lasciando la città per sfuggire alle invasioni moresche, fondò diversi castelli-rifugi sulle colline della regione, fra cui quello di Berre. La denominazione alla località verrebbe dunque dalla designazione di tale uomo li-ber, che in antico francese, derivante dall'aggettivo latino liber, significa "uomo libero, indipendente, bravo (coraggioso) e valoroso", la quale radice deriva dall'indoeuropeo *bher ("picchiare, fendere"), poi *berja ("battere e uccidere"). Dal sostantivo ber proviene l'etimologia del termine "barone", che s'è trasformato in titolo nobiliare e l'ha quindi soppiantato, tanto che la famiglia del conte di Nizza è stata poi chiamata proprio "Barone" sin dal XIII secolo, sebbene non abbia ricevuto tale titolo nobiliare se non nel 1702 dal duca di Savoia.

## Storia

### XII-XIV secolo
La storia di Berra segue pedissequamente la storia del Paese di Nizza che appartiene ai conti di Provenza fino al 1113, data alla quale Nizza e Berra passano ai conti di Barcellona, prima d'appartenere alla Casa d'Angiò nel 1245 e poi alla Casa Savoia in virtù dell'atto di dedizione del 1388.
Nel 1355 Gaspare di Berra (Gaspard de Berre) fa restaurare e ingrandire la dimora signorile che riceverà a breve tutta la nobiltà dei dintorni e divenire una succursale delle corti d'amore (cours d'amour) dei conti di Provenza.
La baronessa Violante Galeani (Violente Galéan), sposa di Gaspare, vi diede delle feste restate celebri. Nel 1408 Berra conta otto fuochi, e circa una quarantina d'abitanti.

### XIX-XX secolo
Il comune di Berra, fin dal 1388, ha seguito, con la contea di Nizza, le vicende storiche prima della Contea di Savoia e del Ducato di Savoia, e poi dopo il Congresso di Vienna, dal 1815 al 1860, le sorti del Regno di Sardegna-Piemonte.
Nel 1860 il villaggio, infatti, con la maggioranza di 174 voti su 175, diviene francese, per quanto i risultati del plebiscito siano stati messi in dubbio a causa della pressione delle già presenti truppe francesi sul territorio e delle irregolarità più volte emerse confrontando aventi diritto al voto e voti favorevoli.
Quindici abitanti sono uccisi nei combattimenti della Prima Guerra mondiale.
Il 22 giugno 1940 alle 10.15 il paese è bombardato dall'aviazione italiana, che ammazza una ragazzina e fa parecchi feriti. Dal 1940 al 1944 il villaggio ha visto la presenza delle truppe d'occupazione italiane e poi tedesche, prima d'essere liberato dalle truppe americane.
A partire dagli anni 1960 il paese ha sviluppato il turismo e più recentemente si ripopola di "giovani attivi" che lavorano in città, ma preferiscono vivere nella calma della campagna.
Fino al 1997 il comune si è chiamato Berre-des-Alpes, per poi diventare Berre-les-Alpes.

## Società

### Evoluzione demografica
Abitanti censiti